# Södra Tsaneri
Södra Tsaneri (georgiska: სამხრეთი წანერი, Samchreti Tsaneri) är en glaciär i Georgien. Den ligger i den norra delen av landet, i regionen Megrelien-Övre Svanetien.
Södra Tsaneri är Georgiens näst största glaciär, efter Lechziri, med en yta på ca 12,6 km² (2016). Den bildade fram till senare delen av 1900-talet en sammanhängande glaciär med Norra Tsaneri. År 1960 täckte denna större glaciär, Tsaneriglaciären, en yta på drygt 28 km².